# Списки скорочень
Це список списків скорочень.
- Символи валют
- Список латинських скорочень
- Позначення, що використовуються в найменуваннях таксонів

- Список скорочень української мови:
  - Список бізнесових та фінансових скорочень
  - Список державних та військових скорочень
  - Список залізничних абревіатур
  - Список медичних скорочень
  - Список скорочень медичних організацій та персоналу
  - Список скорочень військово-морського флоту
  - Список скорочень та абревіатур
  - Список скорочень у галузі енергетики
  - Список скорочень у фотографії
  - Список спортивних скорочень
  - Список українських організацій
  - Список юридичних скорочень

- Абревіатури жіночих католицьких чернечих орденів і згромаджень
- Абревіатури чоловічих католицьких чернечих орденів і згромаджень
- Класифікація валют
- Коди країн
  - ISO 3166-1
  - Список кодів МОК
  - Список кодів ФІФА
  - Автомобільні коди країн
- Поштові абревіатури США
- Список ботаніків за скороченням
- Список комп'ютерних та IT скорочень
- Скорочення в електроніці